# アイヌ刀

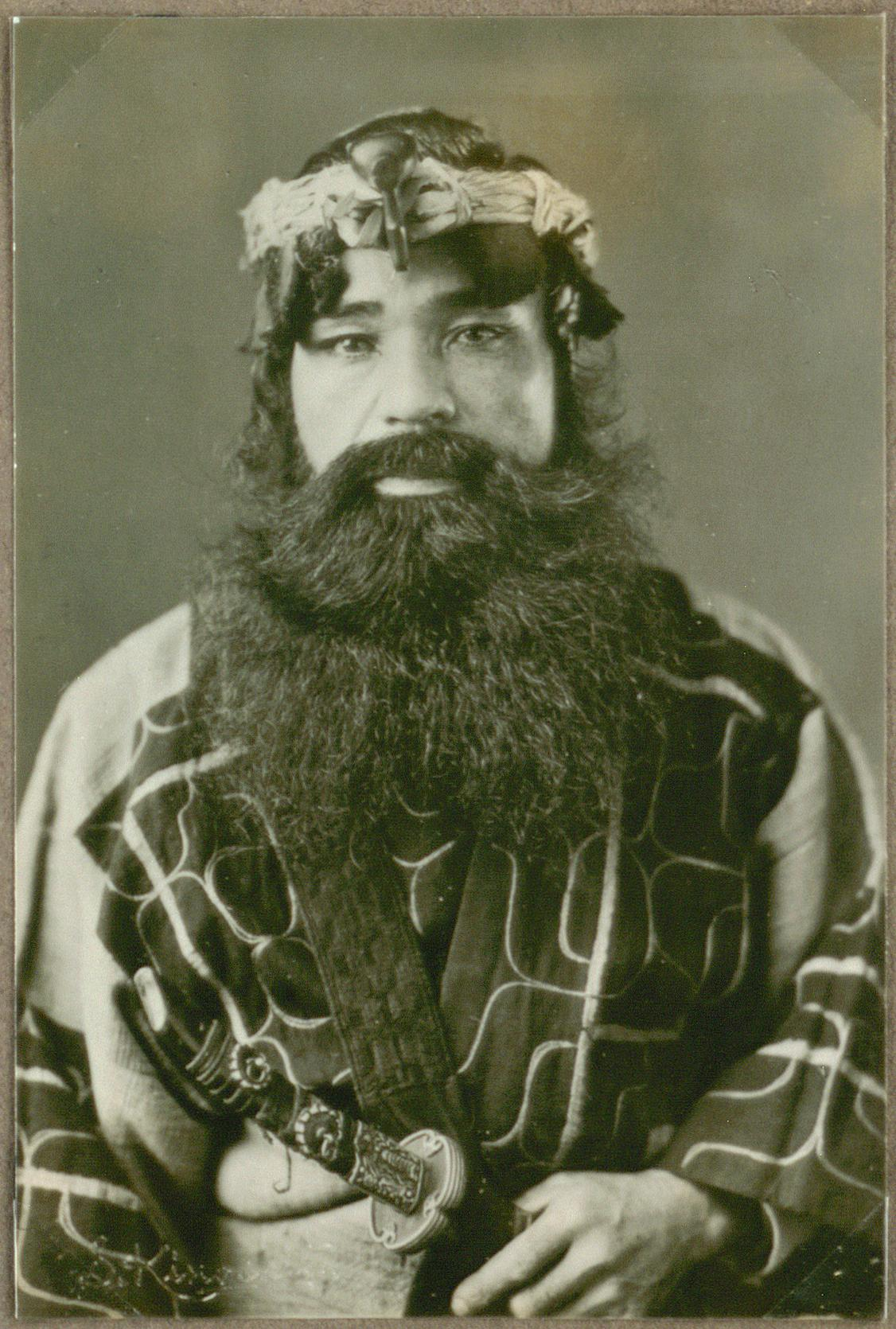
柄に装飾が施された刀をエムㇱ・アッで提げ、サパンペを着用したアイヌの男性。1937年に撮影。

アイヌ刀（アイヌとう）とは、北海道のアイヌに伝承された儀礼用の刀剣。蝦夷刀とも称される。

## 概要

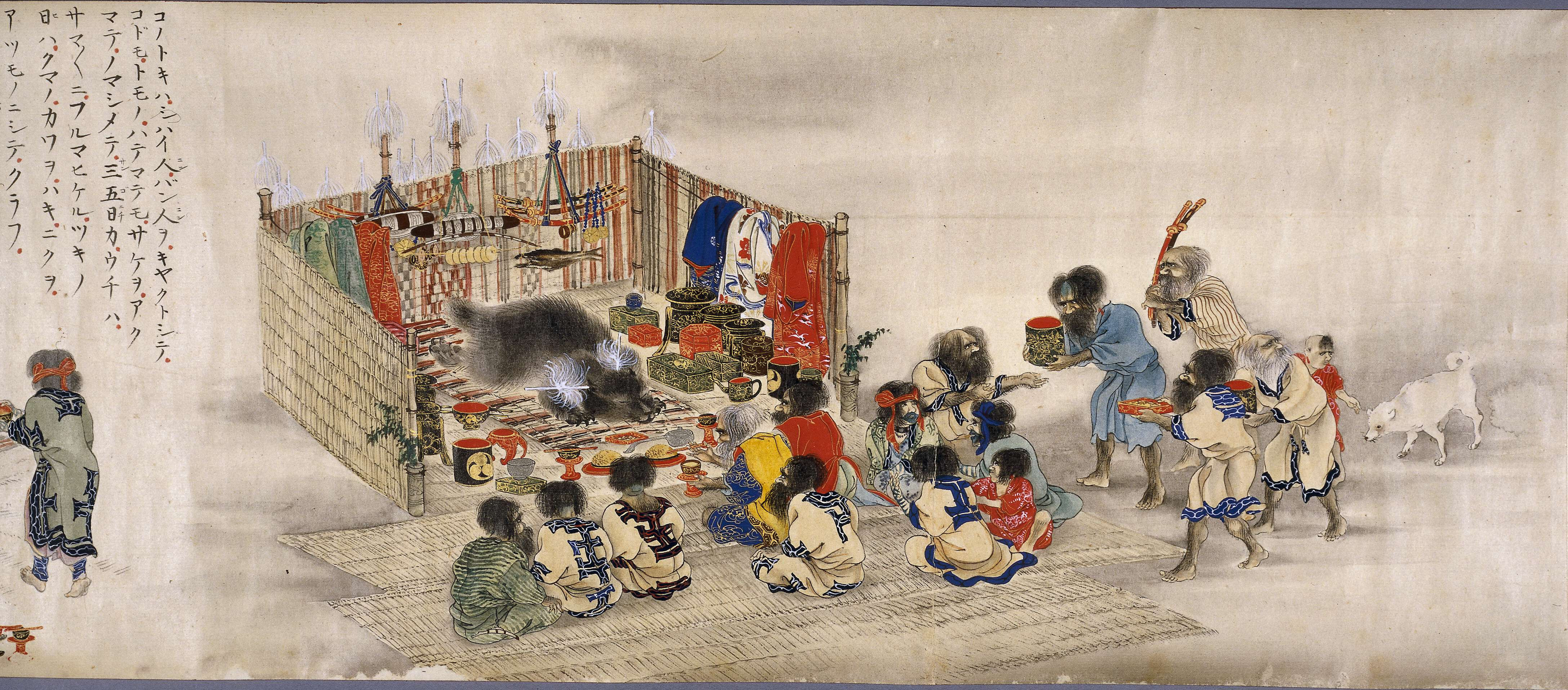
イオマンテの様子。祭壇の奥に刀が置かれている。

アイヌ語では、イコㇿ（宝物）、またはエムㇱ（刀･帯刀･太刀）と呼ばれる。資料によっては刀の鞘をエムㇱとするものもあるが、いずれも男性が儀礼の際に帯びる。通常はアットゥシと同じくオヒョウダモなどの樹皮の繊維で織られた刀帯「エムㇱ・アッ」で肩から下げ、左腰の位置に提げる。
アイヌは高度な製鉄技術を持たなかったため、刀身は和人が作製したものを交易で入手していた。そのため、イコㇿ、エムㇱを問わず、刀身は日本刀の太刀の形式を取るが、儀礼刀であることや儀式によっては刃を自分に向けて持つこともあるため、刃引きされていたり、最初から刃を付けない場合もある。また踊りの際に音が鳴るようにあえて鍔を緩めている。
イコㇿは和人によって作られたものが完成品としてアイヌ社会にもたらされたものである。イコㇿとされる伝世品はほとんどが刀身を欠いている。刀身のある場合も鈍らな鉄刀の例がある。錆びた刀は霊力が強く斬られた魔物は戻ってこられない、刀が光ると忍び寄ってきた悪霊に気づかれて切ることができないといった伝承があるため、あえて刀身を錆びさせていることもある。
これには和人とアイヌ双方の関係も影響しており、1457年のコシャマインの戦い以後、武器となる日本刀のアイヌへの受け渡しが激減し、1669年のシャクシャインの戦い直後に行われたと考えられる刀狩りで、マキリなど生活用品としての刃物以外は入手されなくなったと推測されている。
16世紀からは実用外で装飾用の儀礼刀としての必要性が高まり、平安末期から室町時代頃に多く製作された「蛭巻太刀」のような装飾性の高い拵えの太刀を移入していた。後には「蝦夷拵（えぞごしらえ）」と称される山銅や白銀、後には真鍮などの金具で飾られた太刀や腰刀の拵えがアイヌ向けに製作されるようになり、こちらを移入するようになった。これらもアイヌの需要に合わせて花唐草の彫金を施すなど装飾性が高まっていった。蛭巻太刀でも江戸期の武士の刀装と比べれば過剰な装飾で高価なため和人側の需要は無かったが、その異風な趣や蝦夷地で年月を経た金具の寂びた風情が、江戸の数寄者の目を惹き、アイヌが儀礼で使用していたものを工芸品として和人社会へ逆移入することもあった。拵えは概ね16世紀までは京都、17世紀以降は江戸を中心とした金工職人が作成していた。花唐草模様だけなど装飾が簡素な拵も少数現存している。
エムㇱは、拵（装具）をアイヌが作り、和人から入手した刀身や鍔と組み合わせて完成させたものである。宝刀はチセの奥にあるイヨイキㇼ（宝物棚）でエムㇱ・アッで飾り下げられ、あるいは美しい木箱に収納され、神事の際に用いられた。
刃を下にして左腰に提げるため、装飾を佩表にのみ施した拵もある。
蝦夷拵の腰刀も作られており、むつ市には珍しく質素な腰刀拵が現存している。
18世紀ごろまで製作されており、明治以降に寄贈されあるいは発掘されたとする文献があるが、伝世のもので現存が確認できるものは少ない。北海道大学植物園に2点、えりも町郷土資料館に2点所蔵されている。東北歴史博物館にはアイヌが入手し、後にアイヌ工芸の研究者が収集した蛭巻太刀が所蔵されている。
アイヌの主力武器は短弓とトリカブトを使った毒矢であり、接近戦では戦闘用のストゥを使うため刀剣は儀礼にしか使われないが、ユカㇻ（叙事詩）にはクトネシㇼカなどの霊力を宿した刀による戦いが語られる。

## 英雄叙事詩
ユカㇻ（アイヌの英雄叙事詩。ハウキ、サコロペとも呼ばれる）には、英雄たちの超人的な戦いが数多く描かれており、英雄の刀はカムイランケタム（神授の刀）として登場する。
「虎杖丸（Kutune Shirka）」のような宝刀の名が知られている。

## 剣の舞

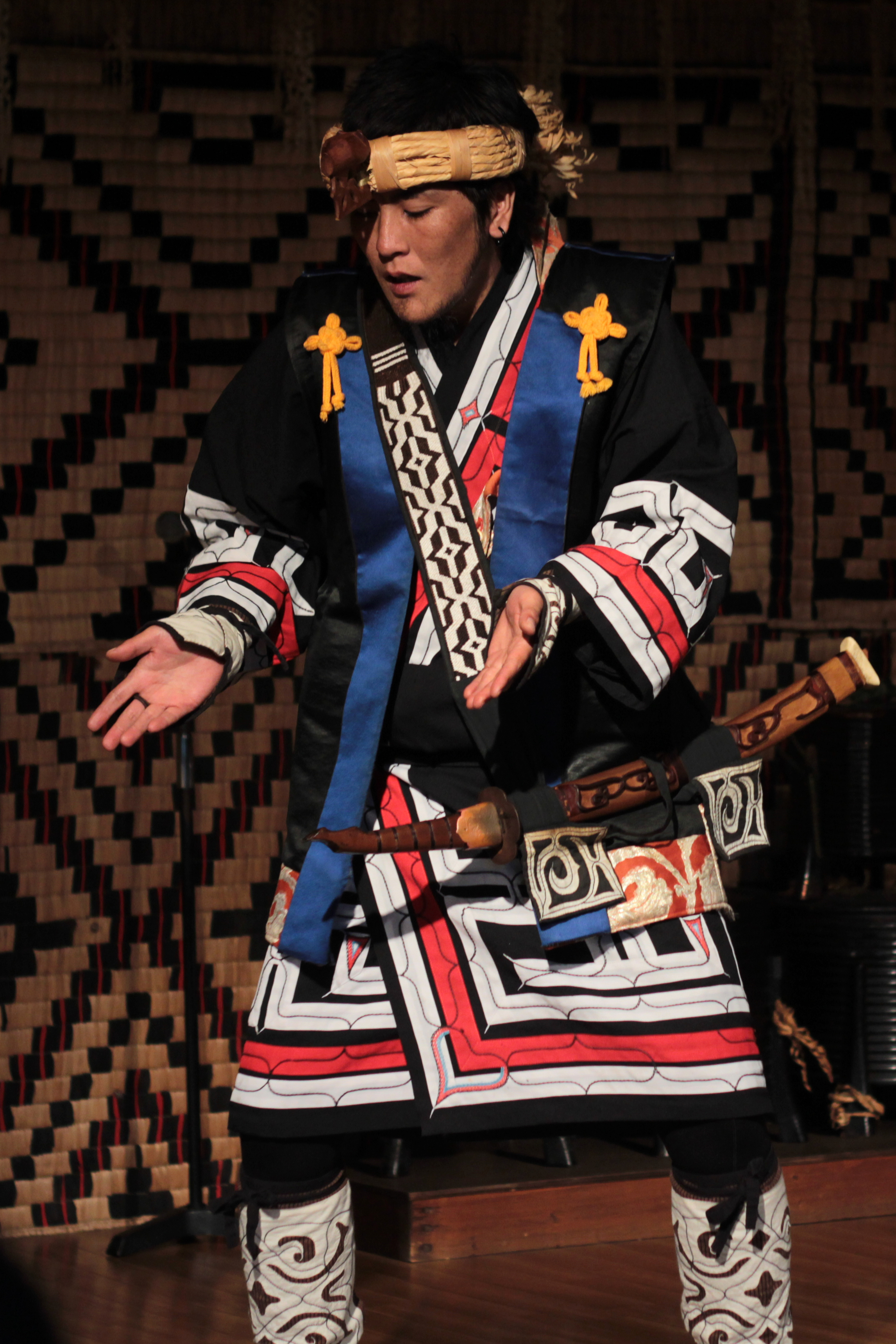
再現された剣の舞と民族衣装。刀をエムㇱ・アッで提げている（アイヌ民族博物館）。

アイヌの舞踊には、刀を持って舞う「剣の舞」が伝承されている。アイヌ語ではエムㇱウポポ、あるいはエムㇱリㇺセと呼ばれ、男がエムㇱを肩から提げ、魔物を打ち払うために刀の鍔（つば）の部分を鳴らしながら踊る。2人組みの男が勇ましく踊る踊りが観光用に再現されているが、本来は男性が一人で踊るものだとされる。男性の踊りに女性が唄をあわせ歌う。
鵡川町から平取地方では「地下に住む巨大なアメマスが暴れることで、地震が発生する」との伝承にちなみ、地震の折には刀を持ち「イッケアトウエ、エイタカシュ、アエオマ（おとなしくしないと腰を突き刺すぞ）」と叫んで舞い、地下のアメマスを鎮める儀式の記録が保存されている。

## 画像

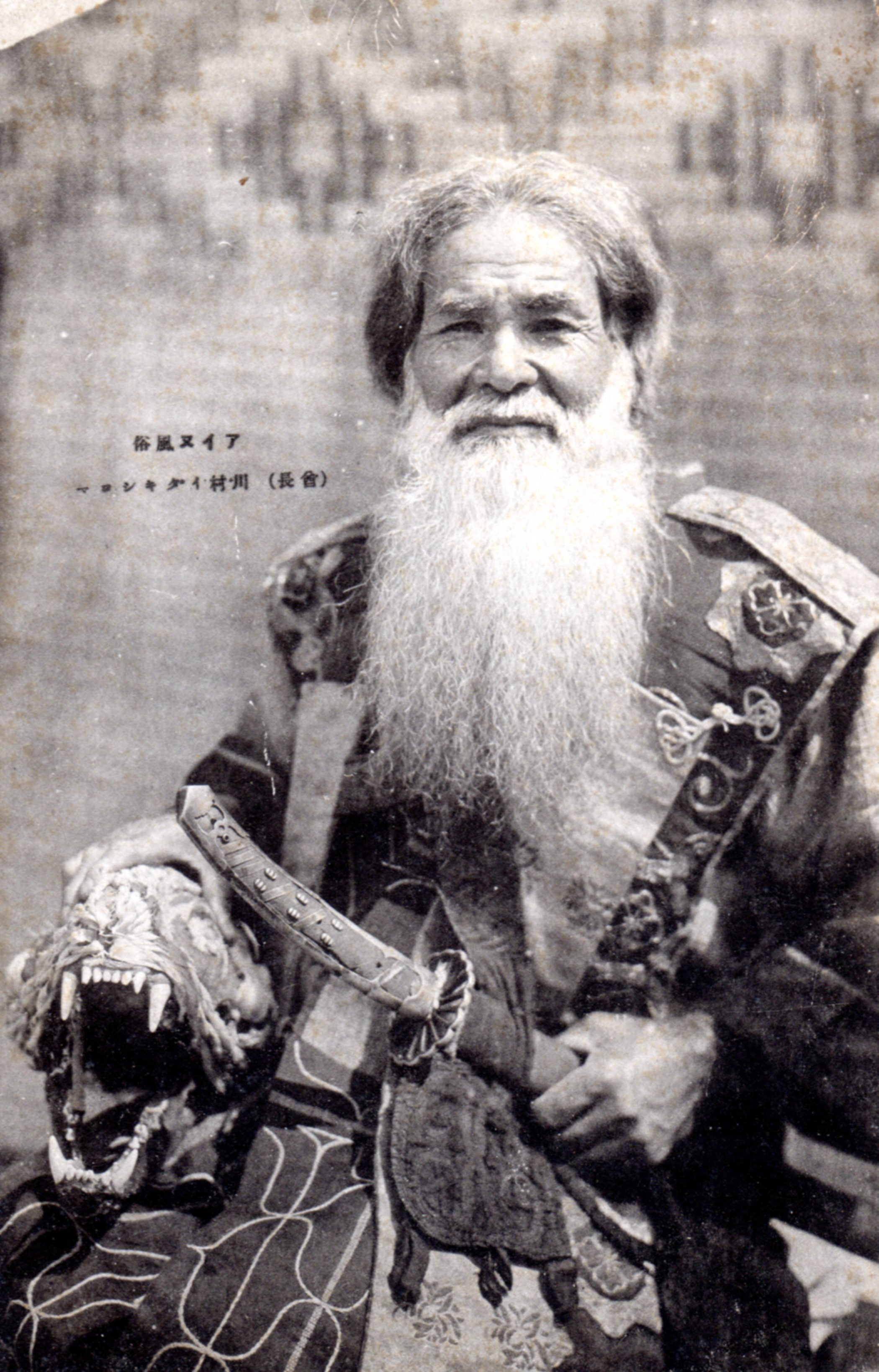
柄に装飾が施された刀をエムㇱ・アッで提げたイタキシロマ（川村カ子トの父）。1937年頃撮影
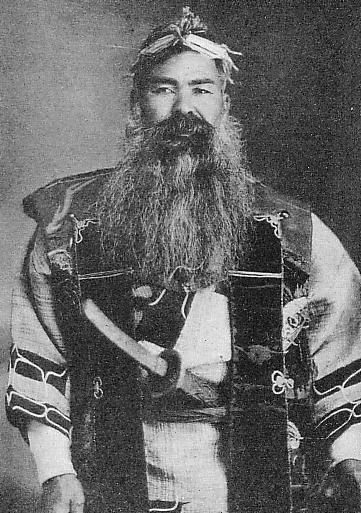
柄に装飾が無い刀を腰に差したアイヌの男性。1930年に撮影。
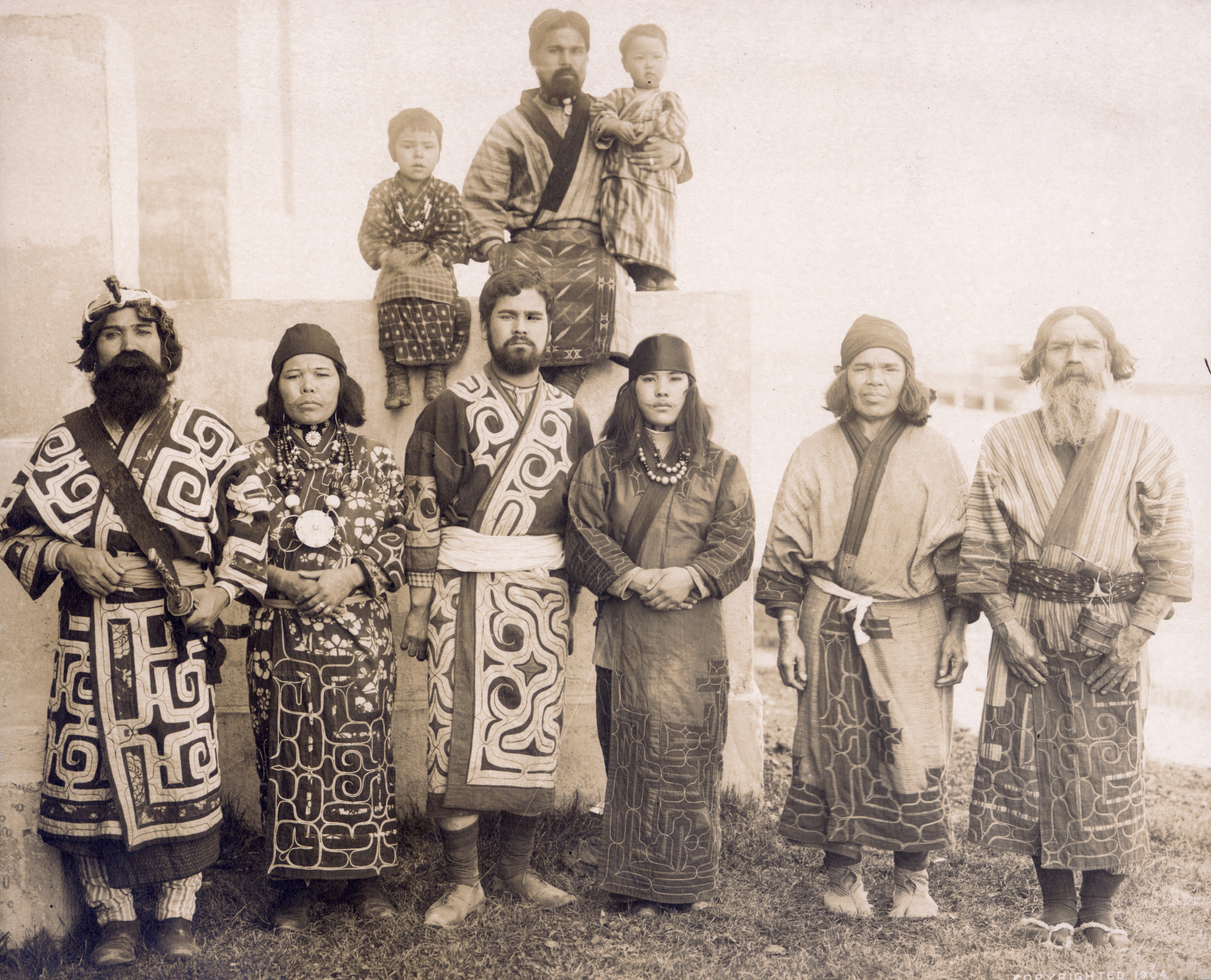
左端の男性が刀をエムㇱ・アッで提げている。1904年に撮影。
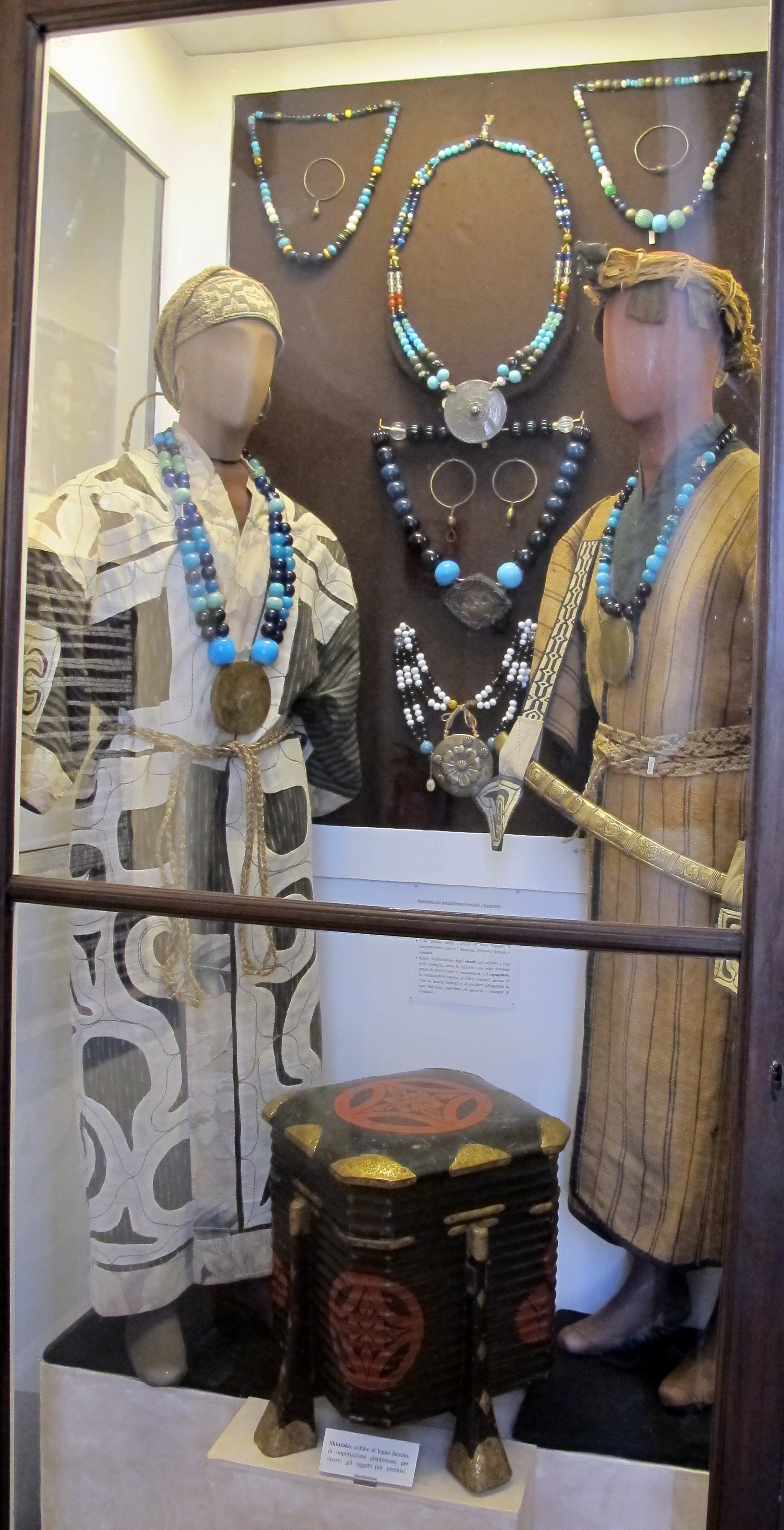
装飾が施された鞘とエムㇱ・アッ。フィレンツェ大学自然史博物館の展示。
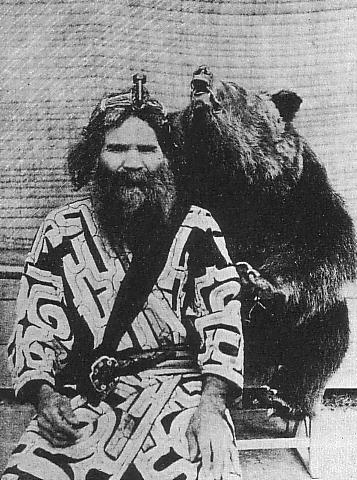
刀をエムㇱ・アッで右腰に提げたアイヌの男性。1930年頃撮影